# 1900년 하계 올림픽 펜싱 남자 개인 사브르
1900년 하계 올림픽 펜싱 남자 개인 사브르는 프랑스 파리에서 개최된 1900년 하계 올림픽 펜싱의 세부 종목이다. 6월 19일부터 25일까지 7개국에서 23명의 선수가 참가하였다.

## 경기 결과

### 예선
예선 경기는 6월 19일과 20일에 진행되었고, 4개조로 나뉘어 조별리그를 진행했다. 각 조 상위 4명의 선수는 준결선에 진출했다. 하지만 조가 어떻게 구성되었고 경기 결과는 어떻게 되었는지에 대해서는 알려져 있지 않다.
| 선수                            |
| ------------------------------- |
| 모리스 부아스동 (FRA)           |
| 클로드 드 무아시에르 (FRA)      |
| 뒤테르트르 (FRA)                |
| 조르주 드 라 팔레스 (FRA)       |
| 페드르이니 (ITA)                |
| 지프리에트 플레슈 (AUT)         |
| 마우리시오 폰세 데 레온 (ESP)   |
| 하르스테인 (AUT)                |
| 호치 후고 (HUN)                 |
| 피에르 조르주 루이 드위그 (FRA) |
| 줄러 본 이바니 (HUN)            |
| 레옹 레퀴예 (FRA)               |
| 카밀로 뮐러 (AUT)               |
| 어몬 리테르 본 그레구리히 (HUN) |
| 하인리히 본 테너 (AUT)          |
| 레옹 티에보 (FRA)               |
| 스타글리아노 (ITA)              |
| 토도레스쿠 (HUN)                |
| 드 보파 (SUI)                   |
| 라풀르사드 코르티나 (FRA)       |
| 알폰스 쇤 (GER)                 |
| 카시미 스멜렌 (FRA)             |
| 페르낭 스멜렌 (FRA)             |

### 준결선
준결선은 8명씩 2개 조로 나뉘어 6월 22일에 라운드로빈 방식으로 진행되었다. 각 조 상위 4명의 선수는 결선에 진출한다.

#### 준결선 A조
| 순위 | 선수                            |
| ---- | ------------------------------- |
| 1    | 줄러 본 이바니 (HUN)            |
| 2    | 카밀로 뮐러 (AUT)               |
| 3    | 지프리에트 플레슈 (AUT)         |
| 4    | 조르주 드 라 팔레스 (FRA)       |
| 5-8  | 모리스 부아스동 (FRA)           |
| 5-8  | 하르스테인 (AUT)                |
| 5-8  | 피에르 조르주 루이 드위그 (FRA) |
| 5-8  | 페드르이니 (ITA)                |

#### 준결선 B조
| 순위 | 선수                            |
| ---- | ------------------------------- |
| 1    | 어몬 리테르 본 그레구리히 (HUN) |
| 2    | 하인리히 본 테너 (AUT)          |
| 3    | 클로드 드 무아시에르 (FRA)      |
| 4    | 레옹 티에보 (FRA)               |
| 5-8  | 호치 후고 (HUN)                 |
| 5-8  | 마우리시오 폰세 데 레온 (ESP)   |
| 5-8  | 스타글리아노 (ITA)              |
| 5-8  | 토도레스쿠 (HUN)                |

### 결선
| 순위 | 선수                            | 승 | 패 |
| ---- | ------------------------------- | -- | -- |
| 1    | 조르주 드 라 팔레스 (FRA)       | 6  | 1  |
| 2    | 레옹 티에보 (FRA)               | 5  | 2  |
| 3    | 지프리에트 플레슈 (AUT)         | 4  | 3  |
| 4    | 어몬 리테르 본 그레구리히 (HUN) | 4  | 3  |
| 5    | 줄러 본 이바니 (HUN)            | 3  | 4  |
| 6    | 클로드 드 무아시에르 (FRA)      | 3  | 4  |
| 7    | 하인리히 본 테너 (AUT)          | 2  | 5  |
| 8    | 카밀로 뮐러 (AUT)               | 1  | 6  |

## 메달리스트
| 종목             | 금                           | 은                   | 동                             |
| ---------------- | ---------------------------- | -------------------- | ------------------------------ |
| 남자 개인 사브르 | 조르주 드 라 팔레스 · 프랑스 | 레옹 티에보 · 프랑스 | 시에프리트 플레슈 · 오스트리아 |

## 참고 문헌
- 국제 올림픽 위원회 - 1900년 하계 올림픽 펜싱 경기 결과 (영어)
- De Wael, Herman. 《Herman's Full Olympians: "Fencing 1900"》. 2016년 3월 3일에 원본 문서에서 보존된 문서. 2006년 1월 10일에 확인함.
- Mallon, Bill (1998). 《The 1900 Olympic Games, Results for All Competitors in All Events, with Commentary》. Jefferson, North Carolina: McFarland & Company, Inc., Publishers. ISBN 0-7864-0378-0.